# Felicyta z Rzymu
Felicyta, męczennica rzymska, cs. Muczenica Filicitata (zm. ok. 160 lub 165  w Rzymie) – męczennica chrześcijańska w czasach panowania cesarza Antonina lub Marka Aureliusza, święta Kościoła katolickiego i prawosławnego. 
Prawdopodobnie pierwowzorem Felicyty z Rzymu była Felicyta z Kartaginy, z której legenda uczyniła matkę siedmiu synów i nawiązuje do historii Eleazara oraz śmierci siedmiu braci machabejskich i ich bohaterskiej matki, którzy za czasów Antiocha IV Epifanesa (zm. 164 p.n.e.) ponieśli śmierć męczeńską (4 Księga Machabejska).
Według tradycji z VI wieku Felicyta była bogatą rzymską wdową i matką siedmiu synów o imionach:
- Aleksander,
- Witalis,
- Marcjalis (ur. ok. 158)[4]
- January,
- Feliks,
- Filip,
- Sylwan.

Cała rodzina gorliwie wyznawała chrześcijaństwo. Gdy aresztowano ich z powodu wiary, synowie, za przykładem matki, odmówili złożenia ofiary pogańskim bogom. Felicyta musiała patrzeć na egzekucję swoich dzieci, po czym sama została ścięta. Pochowano ją przy Via Salaria.  
Wspomnienie liturgiczne św. Felicyty w Kościele katolickim obchodzono 23 listopada, a jej synów, Świętych Siedmiu Braci, 10 lipca. W 1969 roku (po Soborze watykańskim II) ich kult ograniczono do kalendarza lokalnego. 
Cerkiew prawosławna wspomina męczennicę 25 stycznia/7 lutego, tj. 7 lutego według kalendarza gregoriańskiego.
Do świętej Felicyty zwracają się kobiety, które pragną urodzić synów.
W ikonografii przedstawiana jest w powłóczystych szatach, czasami z synami. Jej atrybuty to krzyż, księga symbolizująca depozyt wiary, palma męczeństwa i siedmiu chłopców lub  niekiedy siedem głów mających symbolizować, że wraz siedmioma synami zginęła za wiarę.

## Wątpliwości

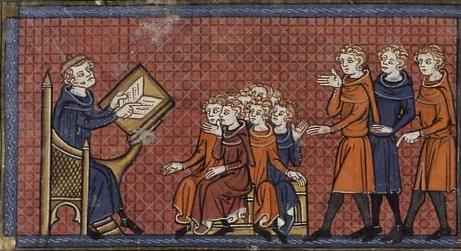
Siedmiu Braci

Siedmiu męczenników, których pochowano jednego dnia (choć niekoniecznie tego samego roku) na czterech różnych rzymskich cmentarzach, wspólnie obchodzą 10 lipca swoje wspomnienie liturgiczne. Nie ma jednak dowodów na to, że byli oni braćmi.
Zastanawia również fakt, że ich imiona nie pojawiają się w dobrze znanym kalendarzu rzymskim z IV wieku.